# Loweia locarnensis
Loweia locarnensis är en fjärilsart som beskrevs av Tutt 1903. Loweia locarnensis ingår i släktet Loweia och familjen juvelvingar. Inga underarter finns listade i Catalogue of Life.